# Katelyn Bouyssou-Jarrell
Katelyn Bouyssou-Jarrell (11 de junio de 1994) es una deportista estadounidense que compite en judo. Ganó dos medallas de bronce en el Campeonato Panamericano de Judo en los años 2017 y 2021.

## Palmarés internacional
| Campeonato Panamericano | Campeonato Panamericano   | Campeonato Panamericano | Campeonato Panamericano |
| Año                     | Lugar                     | Medalla                 | Categoría               |
| ----------------------- | ------------------------- | ----------------------- | ----------------------- |
| 2017                    | Ciudad de Panamá (Panamá) | Medalla de bronce       | –48 kg                  |
| 2021                    | Guadalajara (México)      | Medalla de bronce       | –52 kg                  |